# Мей Уити
Мей Уити (на английски: May Whitty) е английска актриса. 

## Биография
Родена е на 19 юни 1865 г. в Ливърпул. Започва актьорската си кариера през 1881 г., като играе в Лондон и в Ню Йорк.
За благотворителната си дейност по време на Първата световна война през 1918 г. става дама-командор на Ордена на Британската империя, като заедно с оперната певица Нели Мелба е първата актриса, получила такова отличие.
През последните години от живота си се снима често и в киното и 2 пъти е номинирана за Оскар за най-добра поддържаща женска роля - за участието си в „Night Must Fall“ (1937) и „Госпожа Минивър“ („Mrs. Miniver“, 1942).
Умира на 29 май 1948 г. в Бевърли Хилс.

## Избрана филмография
| Година | Филм                       | Оригинално заглавие | Роля                  | Режисьор      |
| ------ | -------------------------- | ------------------- | --------------------- | ------------- |
| 1938   | Дамата изчезва             | The Lady Vanishes   | мис Фрой              | Алфред Хичкок |
| 1941   | Подозрение                 | Suspicion           | Г-жа Марта Маклайдлоу | Алфред Хичкок |
| 1942   | Госпожа Минивър            | Mrs. Miniver        | лейди Белдън          | Уилям Уайлър  |
| 1944   | Светлина от газената лампа | Gaslight            | Мис Беси Туейтс       | Джордж Кюкор  |